# 鉢伏峠
鉢伏峠（はちふせとうげ）は、奈良県奈良市鉢伏町と菩提山町の境にある峠。

## 概要
現在の奈良県道80号奈良名張線はこの峠を通っておらず、一車線の細い道が通っている。
田原方面への近道であるが急勾配の坂道である。沿道には東金坊地蔵（とくぼさん）や宅布世神社などがある。東大寺修二会（お水取り）の「松明調進」の道でもある。

## 周辺施設
- 奈良県ヘリポート
- 春日宮天皇陵